# Melodifestivalen 2013
Il Melodifestivalen 2013 è stato la 53ª edizione del Melodifestivalen, concorso canoro svedese che ha decretato il rappresentante della Svezia all'Eurovision Song Contest.
La gara è stata vinta da Robin Stjernberg con il brano You, che ha poi rappresentato la Svezia nella finale dell'Eurovision Song Contest 2013.

## Organizzazione
L'edizione, organizzata da Sveriges Television, è stata suddivisa in 4 semifinali, dove si sono esibiti 8 cantanti ciascuna, un "ripescaggio", dove invece si sono esibiti i cantanti che si sono piazzati in 3ª e 4ª posizione, e la finale.
Le 6 fasi dello show si sono tenute in 6 città svedesi differenti: Karlskrona, Göteborg, Skellefteå, Malmö, Karlstad e Solna, inoltre per la prima volta il Melodifestivalen non si è tenuto presso il Globen di Stoccolma.

## Semifinali

### Prima semifinale

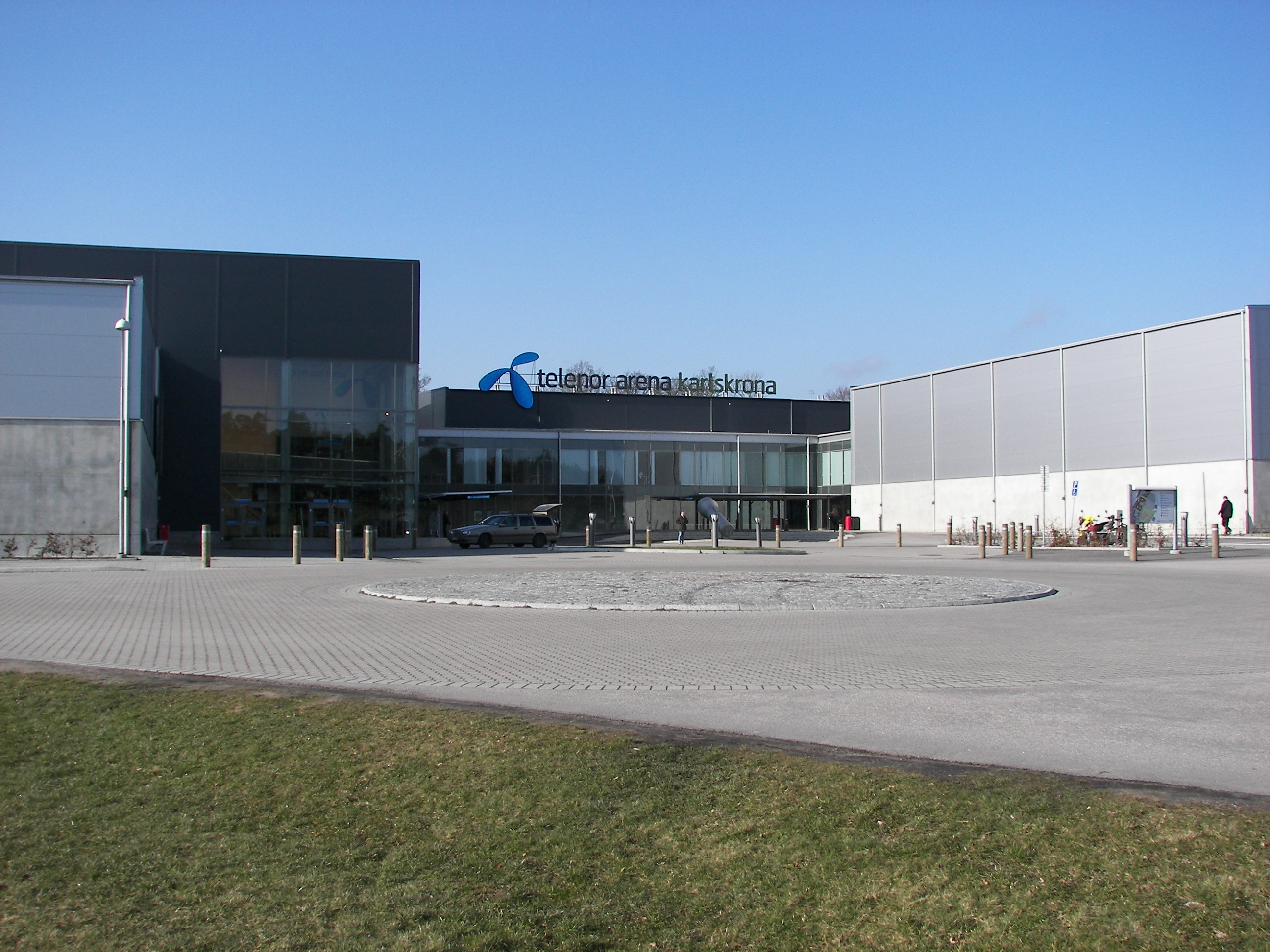
La Telenor Arena di Karlskrona

La prima semifinale si è svolta il 2 febbraio 2013 presso la Telenor Arena di Karlskrona.
| Ordine | Artista                | Titolo                       | Posizione |
| ------ | ---------------------- | ---------------------------- | --------- |
| 1      | David Lindgren         | Skyline                      | 2         |
| 2      | Cookies 'N' Beans      | Burning Flags                | 3         |
| 3      | Jay-Jay Johanson       | Paris                        | 8         |
| 4      | Mary N'diaye           | Gosa                         | 5         |
| 5      | Eric Gadd              | Vi kommer aldrig att förlora | 4         |
| 6      | Yohio                  | Heartbreak Hotel             | 1         |
| 7      | Anna Järvinen          | Porslin                      | 7         |
| 8      | Michael Feiner & Caisa | We're Still Kids             | 6         |

### Seconda semifinale

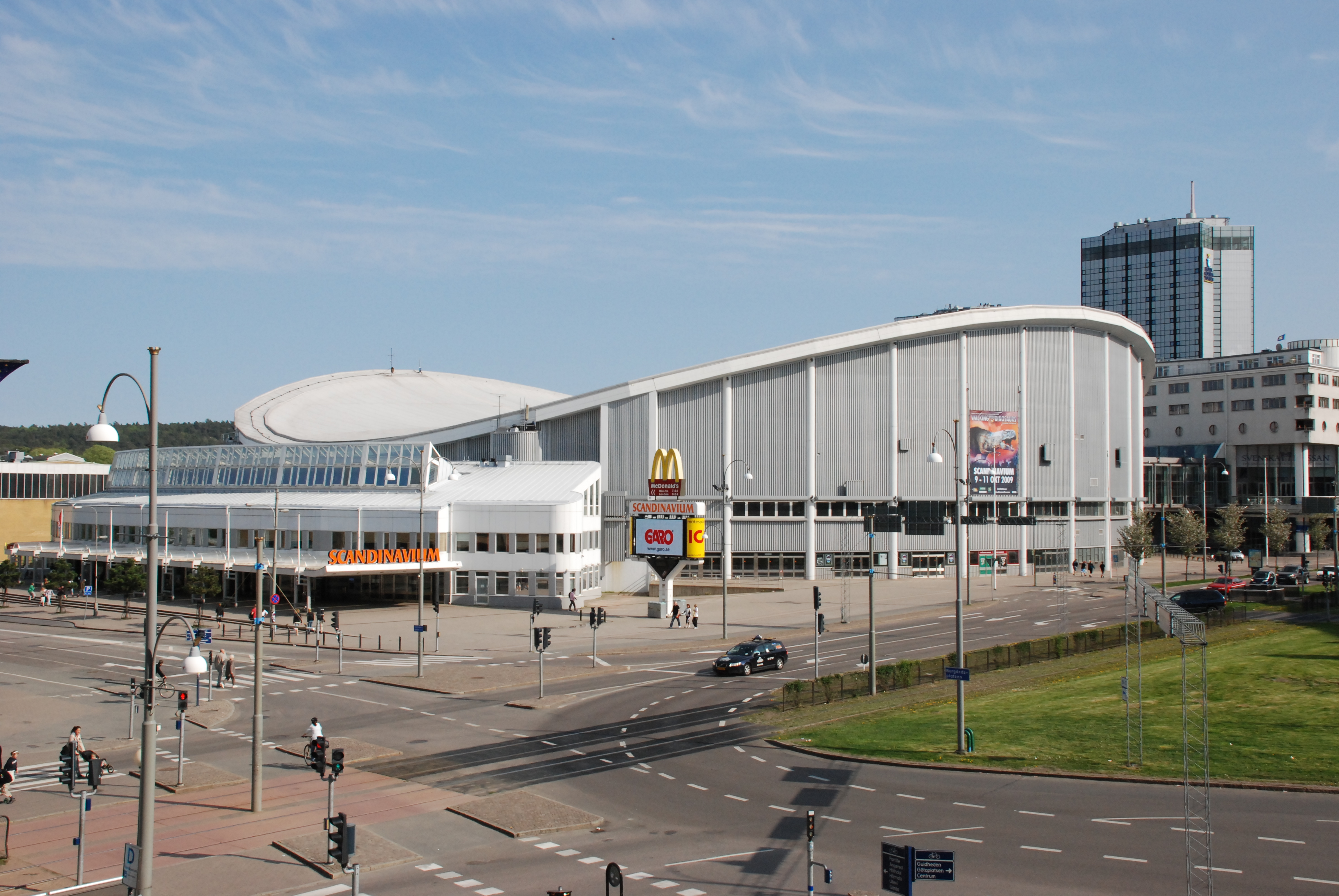
Lo Scandinavium di Göteborg

La seconda semifinale si è tenuta invece il 9 febbraio 2013 presso lo Scandinavium di Göteborg.
| Ordine | Artista                      | Titolo                               | Posizione |
| ------ | ---------------------------- | ------------------------------------ | --------- |
| 1      | Anton Ewald                  | Begging                              | 3         |
| 2      | Felicia Olsson               | Make Me No 1                         | 5         |
| 3      | Joacim Cans                  | Annelie                              | 8         |
| 4      | Swedish House Wives          | On Top of the World                  | 6         |
| 5      | Erik Segerstedt & Tone Damli | Hello Goodbye                        | 4         |
| 6      | Louise Hoffsten              | Only the Dead Fish Follow the Stream | 2         |
| 7      | Rikard Wolff                 | En förlorad sommar                   | 7         |
| 8      | Sean Banan                   | Copacabana                           | 1         |

### Terza semifinale

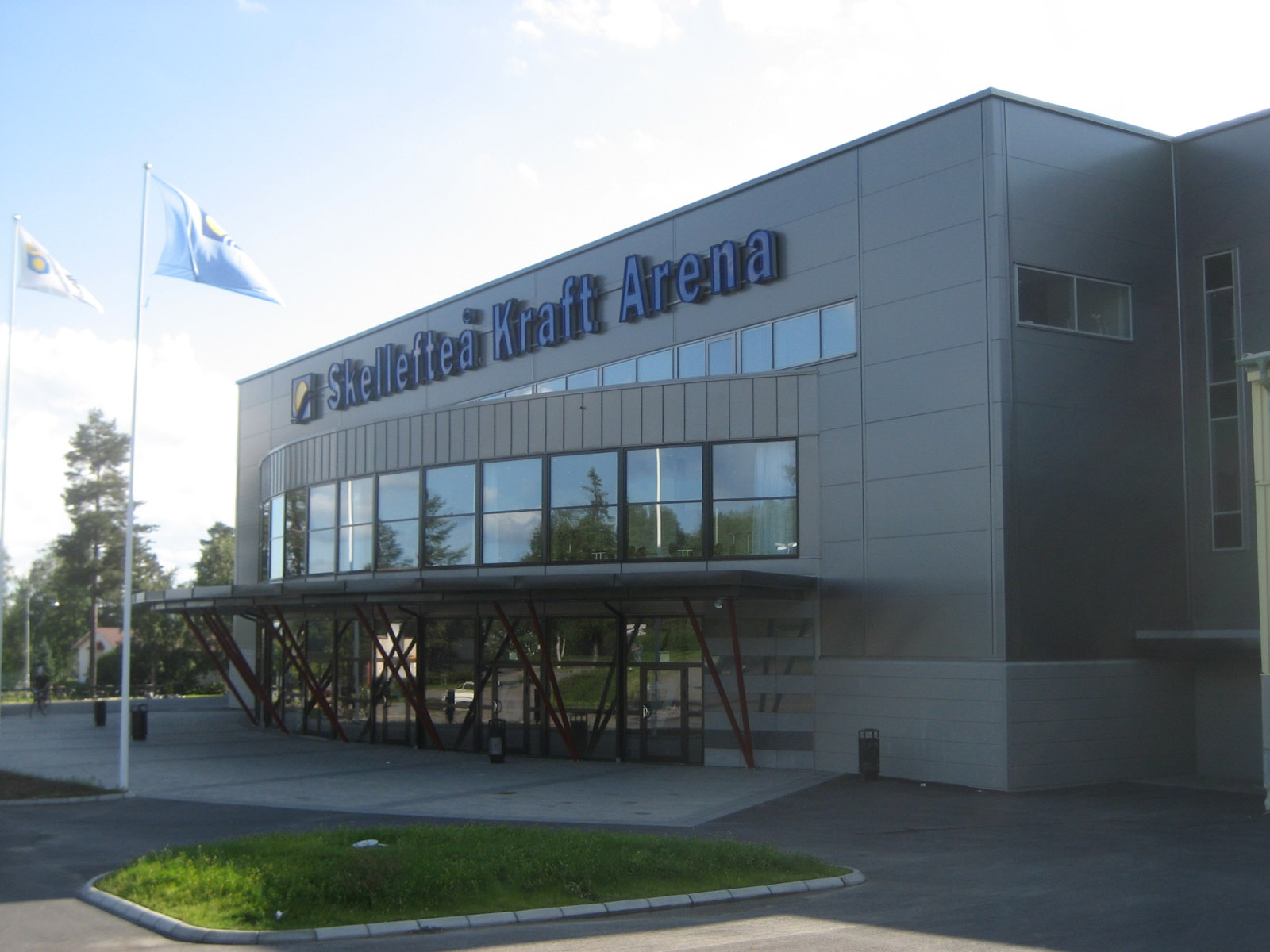
La Skellefteå Kraft Arena di Skellefteå

La terza semifinale si è tenuta presso la Skellefteå Kraft Arena di Skellefteå il 16 febbraio.
| Ordine | Artista            | Titolo                   | Posizione |
| ------ | ------------------ | ------------------------ | --------- |
| 1      | Eddie Razaz        | Alibi                    | 6         |
| 2      | Ellin Petersson    | Island                   | 8         |
| 3      | Ravaillacz         | En riktig jävla schlager | 1         |
| 4      | Amanda Fondell     | Dumb                     | 7         |
| 5      | Martin Rolinski    | In and Out of Love       | 3         |
| 6      | Caroline af Ugglas | Hon har inte             | 4         |
| 7      | State of Drama     | Falling                  | 2         |
| 8      | Janet Leon         | Heartstrings             | 5         |

### Quarta semifinale

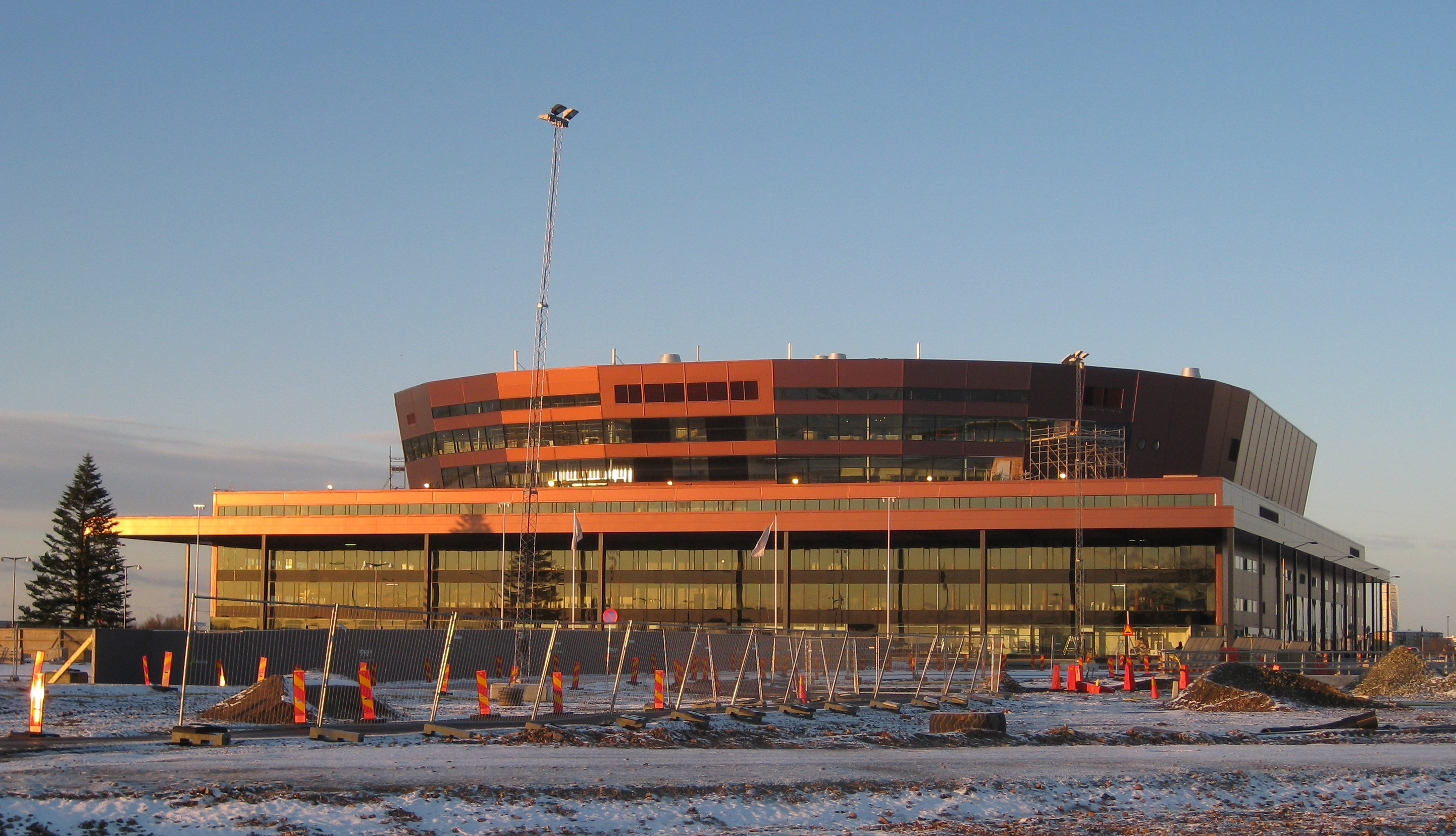
La Malmö Arena

La quarta e ultima semifinale si è tenuta nella Malmö Arena, che ha poi ospitato l'Eurovision Song Contest 2013, il 23 febbraio 2013.
| Ordine | Artista           | Titolo                  | Posizione |
| ------ | ----------------- | ----------------------- | --------- |
| 1      | Army of Lovers    | Rockin' the Ride        | 6         |
| 2      | Lucia Piñera      | Must Be Love            | 8         |
| 3      | Robin Stjernberg  | You                     | 3         |
| 4      | Sylvia Vrethammar | Trivialitet             | 7         |
| 5      | Ralf Gyllenhammar | Bed on Fire             | 2         |
| 6      | Behrang Miri      | Jalla Dansa Sawa        | 4         |
| 7      | Terese Fredenwall | Breaking the Silence    | 5         |
| 8      | Ulrik Munther     | Tell the World I'm Here | 1         |

## Ripescaggi

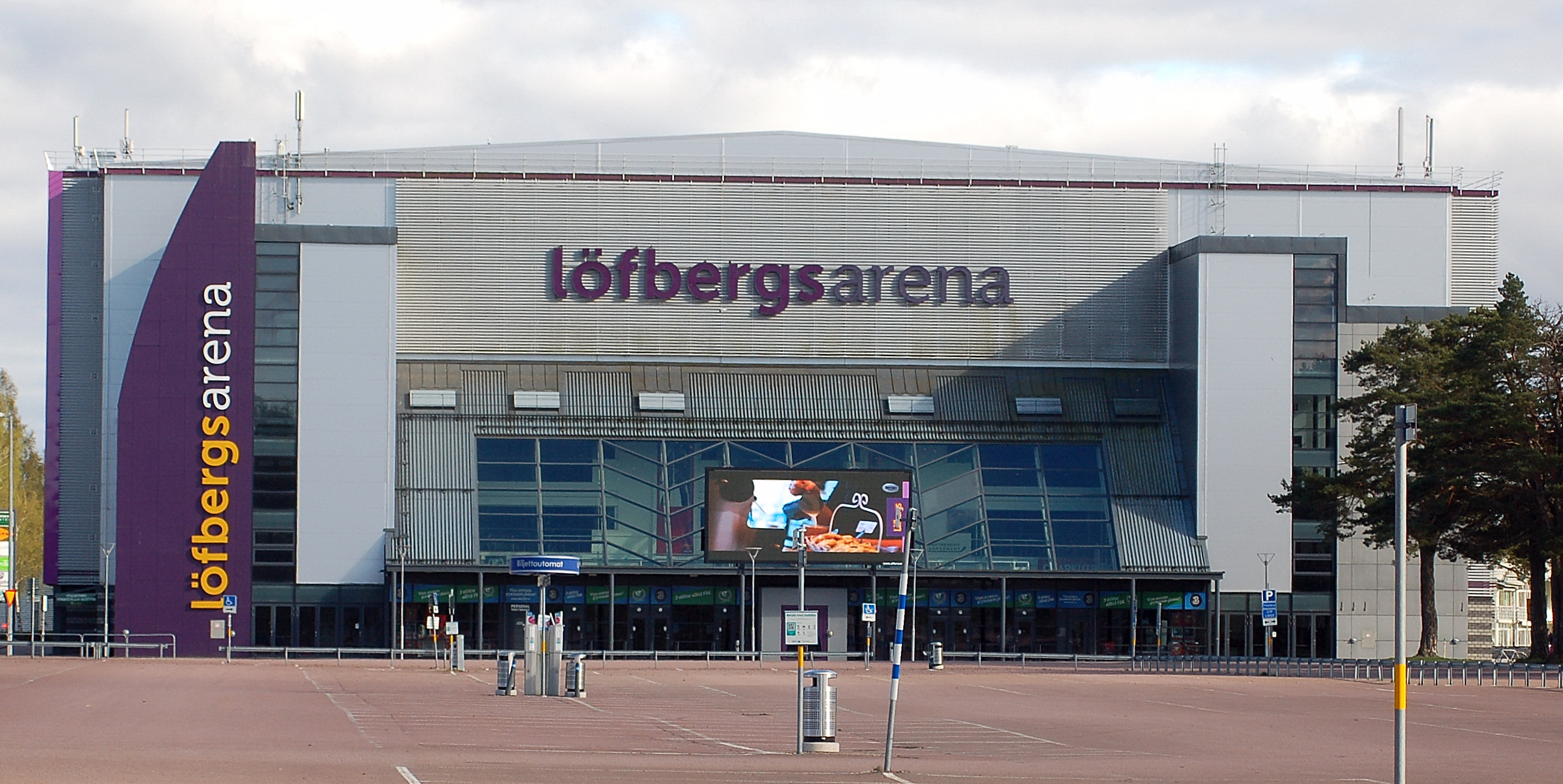
La Löfbergs Arena di Karlstad

La cosiddetta Andra Chansen (letteralmente Seconda Occasione) ha visto competere gli 8 partecipanti che durante le semifinali si sono classificati in 3ª e 4ª posizione. Le esibizioni si sono tenute presso la Löfbergs Arena di Karlstad.

### Prima fase
| Ordine | Artista                      | Titolo                       | Posizione |
| ------ | ---------------------------- | ---------------------------- | --------- |
| 1      | Robin Stjernberg             | You                          | 2         |
| 2      | Eric Gadd                    | Vi kommer aldrig att förlora | 8         |
| 3      | Caroline af Ugglas           | Hon har inte                 | 6         |
| 4      | Behrang Miri                 | Jalla Dansa Sawa             | 4         |
| 5      | Erik Segerstedt & Tone Damli | Hello Goodbye                | 5         |
| 6      | Anton Ewald                  | Begging                      | 1         |
| 7      | Cookie 'N' Beans             | Burning Flags                | 7         |
| 8      | Martin Rolinski              | In and Out of Love           | 3         |

### Duelli
I due duelli finali del ripescaggio hanno visto trionfare Anton Ewald, con Begging, e Robin Stjernberg, con You.
| Artista      | Titolo           | Punteggio |
| ------------ | ---------------- | --------- |
| Behrang Miri | Jalla Dansa Sawa | 82 896    |
| Anton Ewald  | Begging          | 105 890   |

| Artista          | Titolo             | Punteggio |
| ---------------- | ------------------ | --------- |
| Robin Stjernberg | You                | 98 105    |
| Martin Rolinski  | In and Out of Love | 95 930    |

## Finale

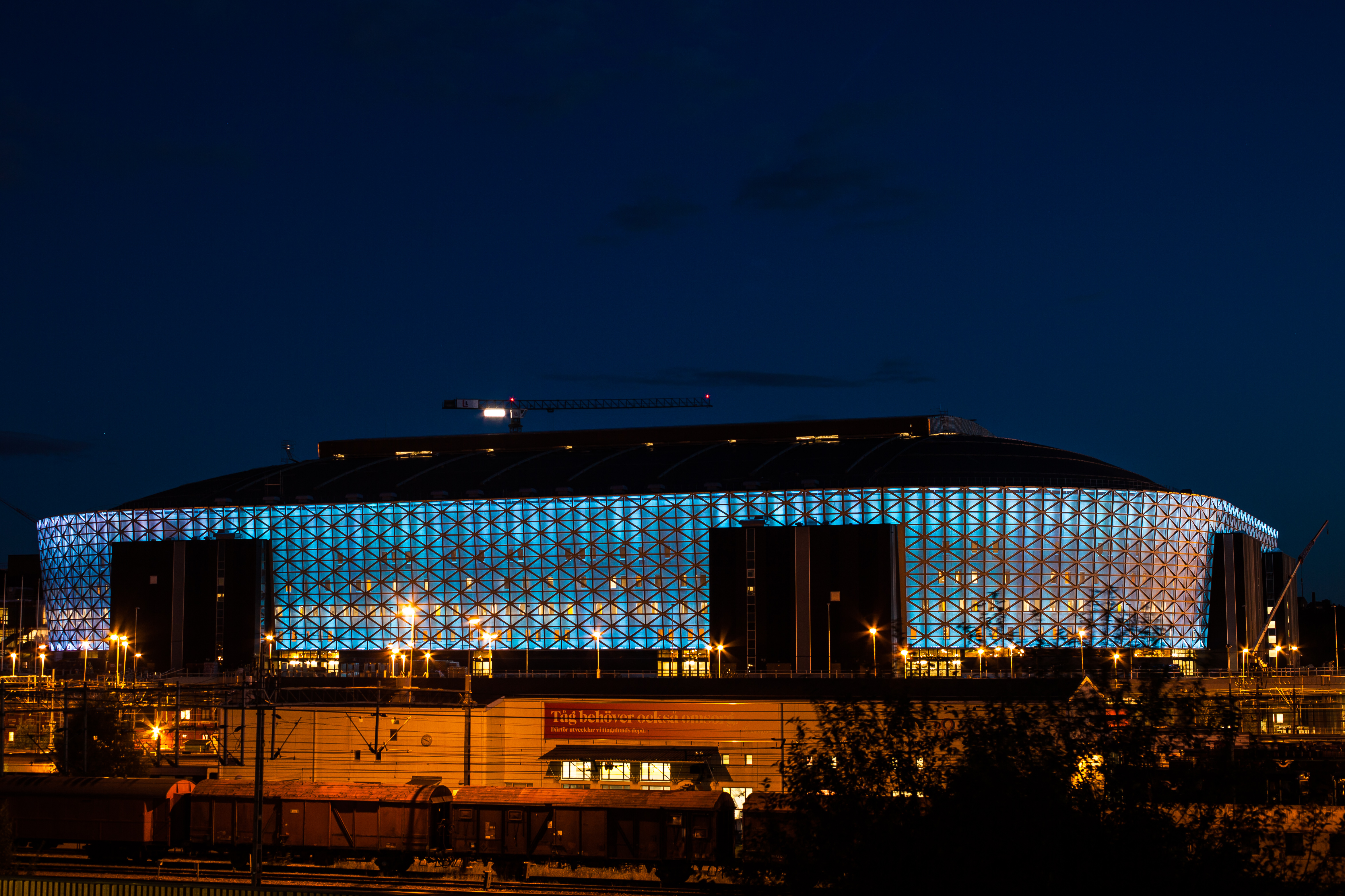
La Friends Arena di Stoccolma

La finale si è svolta il 9 marzo 2013 presso la Friends Arena di Stoccolma.
| Ordine | Artista           | Titolo                               | Posizione |
| ------ | ----------------- | ------------------------------------ | --------- |
| 1      | Ulrik Munther     | Tell the World I'm Here              | 3         |
| 2      | David Lindgren    | Skyline                              | 8         |
| 3      | State of Drama    | Falling                              | 9         |
| 4      | Anton Ewald       | Begging                              | 4         |
| 5      | Louise Hoffsten   | Only the Dead Fish Follow the Stream | 5         |
| 6      | Ralf Gyllenhammar | Bed on Fire                          | 7         |
| 7      | Ravaillacz        | En riktig jävla schlager             | 10        |
| 8      | Sean Banan        | Copacabanana                         | 6         |
| 9      | Robin Stjernberg  | You                                  | 1         |
| 10     | Yohio             | Heartbreak Hotel                     | 2         |